# Julius Hillebrand
Julius Hillebrand (Julius Brand) (* 27. April 1862 in Zürich; † 6. Oktober 1895 in München) war ein deutscher Jurist und Schriftsteller.

## Leben
Er war der Sohn des Juraprofessors Julius Hubert Hillebrand, der bereits 1868 starb. Er besuchte Schulen in Würzburg und bis zum Abitur 1880 das Wilhelmsgymnasium München. Anschließend studierte er bis 1888 an der Universität München die Fächer Philosophie, Geschichte und Rechtswissenschaft. 1890 wurde er Landgerichtssekretär, zuerst in Hof, dann in Regensburg. Unter dem Künstlernamen Julius Brand veröffentlichte er teils hochgelobte, teils als zu sehr den aktuellen Moden unterworfen kritisierte Dramen und Gedichte. Sein Nachlass mit teils unveröffentlichten Werken befindet sich in der Bayerischen Staatsbibliothek.

## Werke
- Thomas Münzer (Drama), München 1889.
- Mephistopheles (Satirisches Gedicht), Zürich 1889.
- Nero (Tragödie), München 1890.
- Kaiser Otto der Dritte (Drama), München 1891.
- Venus Astaroth (Epische Dichtung), Leipzig 1891.